# Lijst van rijksmonumenten in Capelle (Noord-Brabant)
De plaats Capelle telt 28 inschrijvingen in het rijksmonumentenregister. Hieronder een overzicht.
| Object                                                                                           | Oorspronkelijke functie?  | Bouwjaar                                                   | Architect | Locatie                       | Coördinaten?                  | Nr.?   | Afbeelding                                                                                |
| ------------------------------------------------------------------------------------------------ | ------------------------- | ---------------------------------------------------------- | --------- | ----------------------------- | ----------------------------- | ------ | ----------------------------------------------------------------------------------------- |
| Boerderij van het langstraatse dwarsdeeltype, met rieten wolfdak en dwarspand aan de achterzijde | Boerderij                 |                                                            |           | Hogevaart 77                  | 51° 41' 3" NB, 5° 0' 50" OL   | 34125  | Meer afbeeldingen                                                                         |
| Bakstenen woonhuis met schoolruimte ondergebracht in het achterhui                               | Onderwijs en wetenschap   | 1770                                                       |           | Hoofdstraat 19                | 51° 41' 31" NB, 4° 59' 18" OL | 34126  | Bakstenen woonhuis met schoolruimte ondergebracht in het achterhui                        |
| Nederlands hervormde kerk                                                                        | Kerk en kerkonderdeel     | 1750                                                       |           | Hoofdstraat 25                | 51° 41' 30" NB, 4° 59' 16" OL | 34127  | Meer afbeeldingen                                                                         |
| Boerderij van Langstraatse dwarsdeeltype, onder rieten wolfdak                                   | Boerderij                 | begin 19e eeuw                                             |           | Waspiksedijk 37               | 51° 41' 26" NB, 4° 58' 5" OL  | 34128  | Meer afbeeldingen                                                                         |
| Dijkboerderij                                                                                    | Boerderij                 | vroeg 19e eeuw                                             |           | Winterdijk 16                 | 51° 41' 24" NB, 5° 0' 53" OL  | 506247 | Upload foto                                                                               |
| Kortgevelboerderij bestaande uit woonhuis en voormalig bedrijfsgedeelte onder één dak            | Boerderij                 | ca. 1840                                                   |           | W van Gentsvaart 28           | 51° 40' 32" NB, 4° 58' 38" OL | 506251 | Upload foto                                                                               |
| Dijkhuisje                                                                                       | Woonhuis                  | 18e/19e eeuw                                               |           | Waspiksedijk 22               | 51° 41' 29" NB, 4° 58' 32" OL | 506254 | Meer afbeeldingen                                                                         |
| Kortgevelboerderij onder zadeldak met nok haaks op de nieuwevaart                                | Boerderij                 | 1850                                                       |           | Nieuwevaart 22                | 51° 40' 38" NB, 4° 59' 1" OL  | 506255 | Meer afbeeldingen                                                                         |
| T-boerderij in eclectische stijl                                                                 | Boerderij                 | 1885                                                       |           | Julianalaan 15                | 51° 40' 27" NB, 5° 0' 49" OL  | 521829 | Meer afbeeldingen                                                                         |
| Complex Julianalaan: bakhuis                                                                     | Boerderij                 | 1800-1850                                                  |           | Julianalaan 15                | 51° 40' 27" NB, 5° 0' 49" OL  | 521830 | Meer afbeeldingen                                                                         |
| Complex Julianalaan: schuur                                                                      | Boerderij                 | 1800-1810                                                  |           | Julianalaan 15                | 51° 40' 27" NB, 5° 0' 49" OL  | 525767 | Meer afbeeldingen                                                                         |
| Huis Zuidewijn: hoofdgebouw                                                                      | Kasteel, buitenplaats     | 15e eeuw (oorsprong) 16e eeuw (herb.) 17e eeuw (trapgevel) |           | Hogevaart 60                  | 51° 41' 5" NB, 5° 0' 52" OL   | 529526 | Meer afbeeldingen                                                                         |
| Huis Zuidewijn: tuinaanleg                                                                       | Tuin, park en plantsoen   | ca. 1820 (eerste vermelding)                               |           | Hogevaart bij 60              | 51° 41' 4" NB, 5° 0' 52" OL   | 529527 | Upload foto                                                                               |
| Huis Zuidewijn: koetshuis                                                                        | Bijgebouwen kastelen enz. | 18e eeuw (bouw) 19e eeuw (verb.)                           |           | Hogevaart bij 60              | 51° 41' 5" NB, 5° 0' 52" OL   | 529528 | Upload foto                                                                               |
| Huis Zuidewijn: ornament en tuinvazen op sokkel                                                  | Tuin, park en plantsoen   | laat 19e en vroeg 20e eeuw                                 |           | Hogevaart bij 60              | 51° 41' 5" NB, 5° 0' 52" OL   | 529543 | Upload foto                                                                               |
| Villa Welgelegen                                                                                 | Woonhuis                  | 1905                                                       |           | Hogevaart 82                  | 51° 41' 18" NB, 5° 0' 52" OL  | 521823 | Villa Welgelegen                                                                          |
| Complex villa Welgelegen                                                                         | Tuin, park en plantsoen   | 1912                                                       |           | Hogevaart 82                  | 51° 41' 17" NB, 5° 0' 55" OL  | 521824 | Complex villa Welgelegen                                                                  |
| Complex Hoofdstraat: herenhuis                                                                   | Woonhuis                  | 1847                                                       |           | Hoofdstraat 68                | 51° 41' 31" NB, 4° 59' 0" OL  | 521826 | Complex Hoofdstraat: herenhuis                                                            |
| Complex Hoofdstraat: leerlooierij                                                                | Nijverheid                | 1847                                                       |           | Hoofdstraat 70                | 51° 41' 31" NB, 4° 58' 59" OL | 521827 | Complex Hoofdstraat: leerlooierij                                                         |
| Eclectische woonhuis                                                                             | Woonhuis                  | 1887                                                       |           | W van Gentsvaart 1            | 51° 40' 41" NB, 4° 58' 39" OL | 521863 | Upload foto                                                                               |
| Gereformeerde kerk                                                                               | Kerk en kerkonderdeel     | 1884-1886                                                  |           | Heistraat 4                   | 51° 40' 24" NB, 5° 0' 47" OL  | 521864 | Meer afbeeldingen                                                                         |
| Woonhuis is gebouwd in neoclassicistische trant                                                  | Woonhuis                  | 1851                                                       |           | Hoofdstraat 37                | 51° 41' 30" NB, 4° 59' 10" OL | 521865 | Upload foto                                                                               |
| Villa Fossa Nova                                                                                 | Woonhuis                  | 1904                                                       |           | Nieuwevaart 16                | 51° 40' 41" NB, 4° 58' 60" OL | 521866 | Upload foto                                                                               |
| Eclectische herenhuis                                                                            | Woonhuis                  | 1879                                                       |           | Nieuwevaart 1                 | 51° 40' 45" NB, 4° 59' 5" OL  | 521867 | Eclectische herenhuis                                                                     |
| Gaaf bewaard herenhuis met koetshuis, in het jaar 1866 opgetrokken in traditionele vormen        | Woonhuis                  | 1866                                                       |           | Wendelnesseweg Oost 106       | 51° 41' 26" NB, 4° 59' 4" OL  | 521868 | Gaaf bewaard herenhuis met koetshuis, in het jaar 1866 opgetrokken in traditionele vormen |
| Sluisbrug over het Zuiderafwateringskanaal                                                       | Brug                      | 1900                                                       |           | Zuiderafwateringskanaal (bij) | 51° 41' 2" NB, 5° 0' 51" OL   | 521874 | Sluisbrug over het Zuiderafwateringskanaal                                                |
| Dubbele sluisbrug                                                                                | Brug                      | 1900                                                       |           | Kruising Wendelnesseweg (bij) | 51° 41' 2" NB, 5° 0' 51" OL   | 521875 | Upload foto                                                                               |
| Brug over de Hogevaart                                                                           | Brug                      | 1915                                                       |           | Hogevaart 82                  | 51° 41' 17" NB, 5° 0' 55" OL  | 525782 | Upload foto                                                                               |